# Donna Vekić
Donna Vekić (Osijek, 28 giugno 1996) è una tennista croata.
Nel corso della sua carriera si è aggiudicata quattro tornei WTA e ha raggiunto la posizione numero 18 in singolare il 7 ottobre 2024. Vanta come miglior risultato nei tornei del Grande Slam la semifinale disputata a Wimbledon 2024. Rappresentando la Croazia, ha conquistato la Hopman Cup 2023 insieme al connazionale Borna Ćorić e l'argento olimpico in singolare ai Giochi Olimpici di Parigi 2024.

## Carriera

### Juniores
A livello Juniores ha raggiunto la ventunesima posizione in classifica arrivando fino ai quarti di finale a Wimbledon in singolare e fino alle semifinali al Roland Garros nel doppio con Aljaksandra Sasnovič.

### 2012-2015: primo trofeo WTA e Top 100
Tra le professioniste ottiene un risultato importante appena sedicenne disputando la finale al Tashkent Open passando dalle qualificazioni, (si arrenderà con un doppio 4-6 nell'incontro decisivo contro Irina-Camelia Begu). Era dal 2006 che una tennista così giovane non arrivava in finale (l'ultima volta fu Tamira Paszek, la quale oltrepiù vinse il trofeo a Portorose).
Fa il suo esordio nei tornei dello Slam agli Australian Open 2013, dove supera il primo turno Andrea Hlaváčková, ma si arrende al match successivo contro l'ex numero uno al mondo Caroline Wozniacki.
Il 16 giugno 2013 perde la finale del torneo di Birmingham contro la slovacca Daniela Hantuchová in due set. Grazie al risultato raggiunto, diventa la tennista più giovane nella Top 100 (63ª posizione).
In Fed Cup gioca un totale di tre match per la squadra croata, vincendone uno.
Riesce a vincere il primo titolo ad aprile 2014 nel torneo di Kuala Lumpur contro la slovacca Dominika Cibulková.

### 2016: un anno di scarsi successi e uscita dalla Top 100

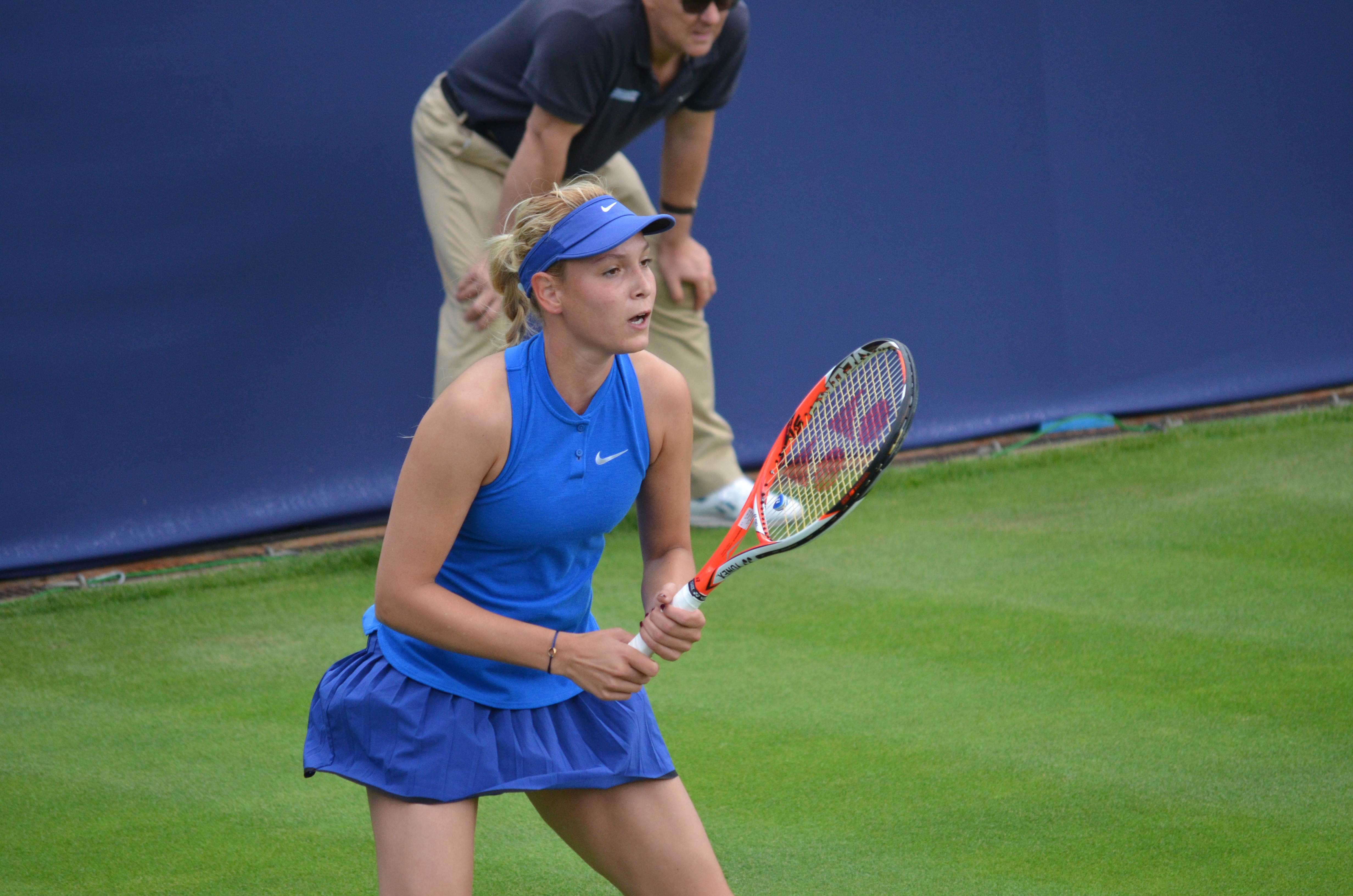
Donna Vekić nel 2016

Inizia la stagione in sordina, uscendo (ad eccezione del torneo di Taiwan dove gioca e perde un secondo turno contro Anastasija Sevastova) sempre al primo turno nel torneo di Shenzhen, (sconfitta da Eugenie Bouchard), nell'Australian Open contro la 17enne Naomi Ōsaka, a Doha (contro Carla Suárez Navarro), ed Indians Wells. Disputa il torneo di San Antonio, WTA 125K, dove si spinge fino ai quarti di finale estromettendo Aljaksandra Sasnovič e Kiki Bertens, per poi essere fermata nuovamente da Pironkova.
Inizia un altro periodo negativo con uscite ai primi turni del tabellone principale o nelle qualificazioni dal torneo di Miami fino a quello di Tashkent, Slam compresi. (con l'eccezione del torneo di Cincinnati dove, superate le qualificazioni, superaAna Ivanović al primo turno, prima di cedere a Johanna Konta e del torneo di Tianjin dove perde al secondo turno contro Svetlana Kuznecova).
Si rifà scendendo di categoria, vincendo un torneo ITF in Egitto contro Sara Sorribes Tormo. Riacquistata un po' di fiducia chiude l'anno in crescendo con i quarti di finale al torneo di Limoges fermata da Caroline Garcia. In singolare conclude l'anno appena fuori dalle Top 100, precisamente al 101º posto. In doppio crolla di oltre 600 posizioni fermandosi al 1092º posto.

### 2017: secondo titolo WTA

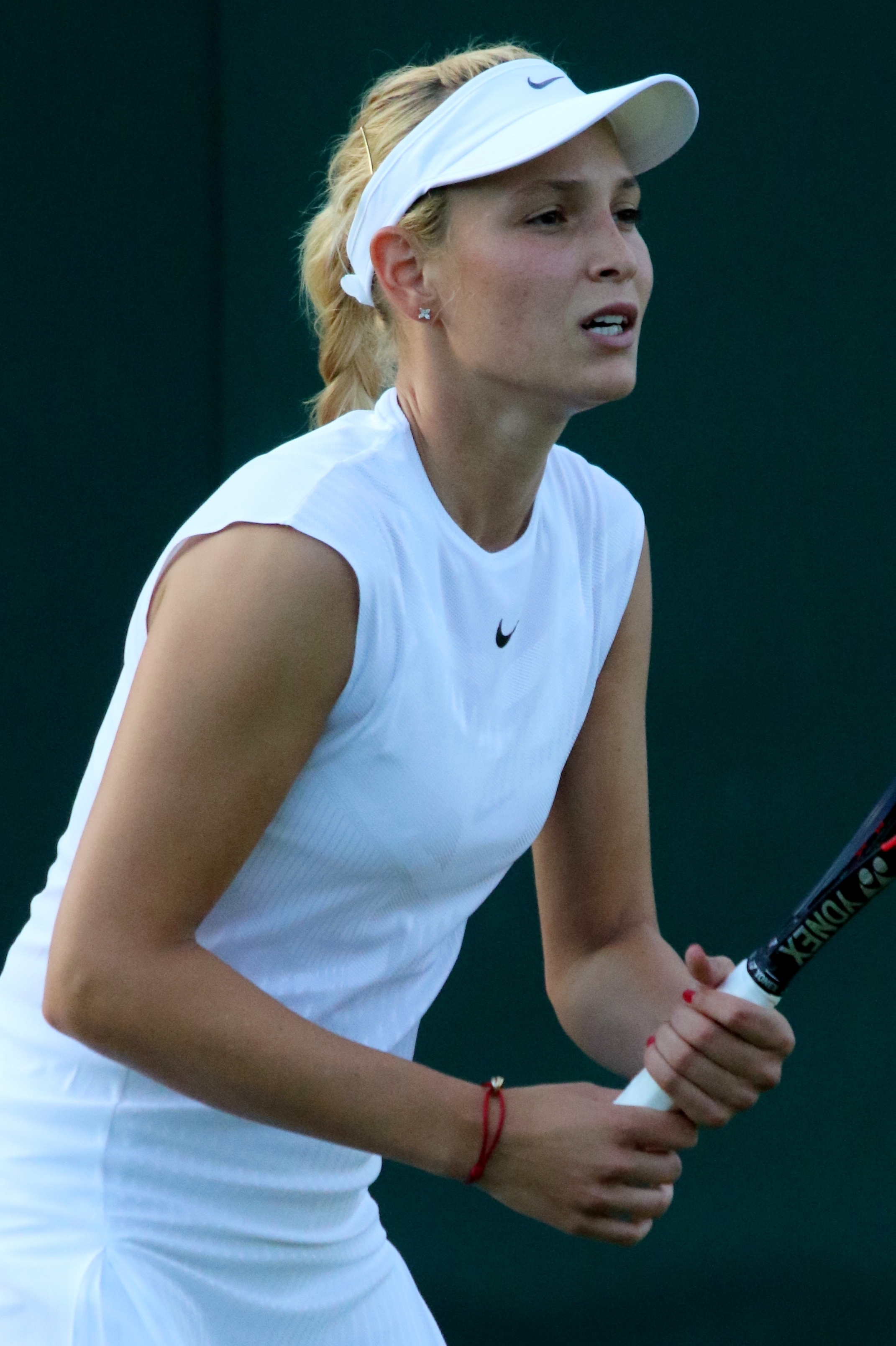
Donna Vekić a Wimbledon 2017

Inizia anche quest'anno in sordina con una lunga serie di primi e secondi turni nei vari tornei della prima parte di stagione, Slam compresi.
Si rifà vincendo il suo secondo torneo a Nottingham contro Johanna Konta, sconfiggendo nel suo percorso anche Maria Sakkarī e Lucie Šafářová. Con il torneo di Birmingham riprende a collezionare primi e secondi turni fino all'ultimo Grand Slam della stagione, l'US Open. Qui elimina nettamente Beatriz Haddad Maia e Peng Shuai, prima di venire sconfitta da Anastasija Sevastova. raggiungendo così per la prima volta il terzo turno nello Slam statunitense. Nello swing asiatico non ha sussulti degni di nota, chiudendo l'anno alla 56ª posizione del ranking in singolare e alla 374ª posizione in doppio.

### 2018: ottavi di finale a Wimbledon e Top 40
Dopo una sconfitta all'esordio nel torneo di Auckland, raggiunge i quarti di finale ad Hobart contro Heather Watson. Dall'Australian Open fino al torneo di Lugano colleziona altri primi e secondi turni, con l'eccezione del Masters di Miami dove, dopo aver eliminato Camila Giorgi e Elena Vesnina,viene sconfitta da Danielle Collins.

A Istanbul giunge ai quarti di finale contro Irina-Camelia Begu usufruendo del ritiro di Agnieszka Radwańska ed battendo agevolmente Ajla Tomljanović. Chiude la stagione su terra con altri secondi turni a Madrid, Roma, e all'Open di Francia.

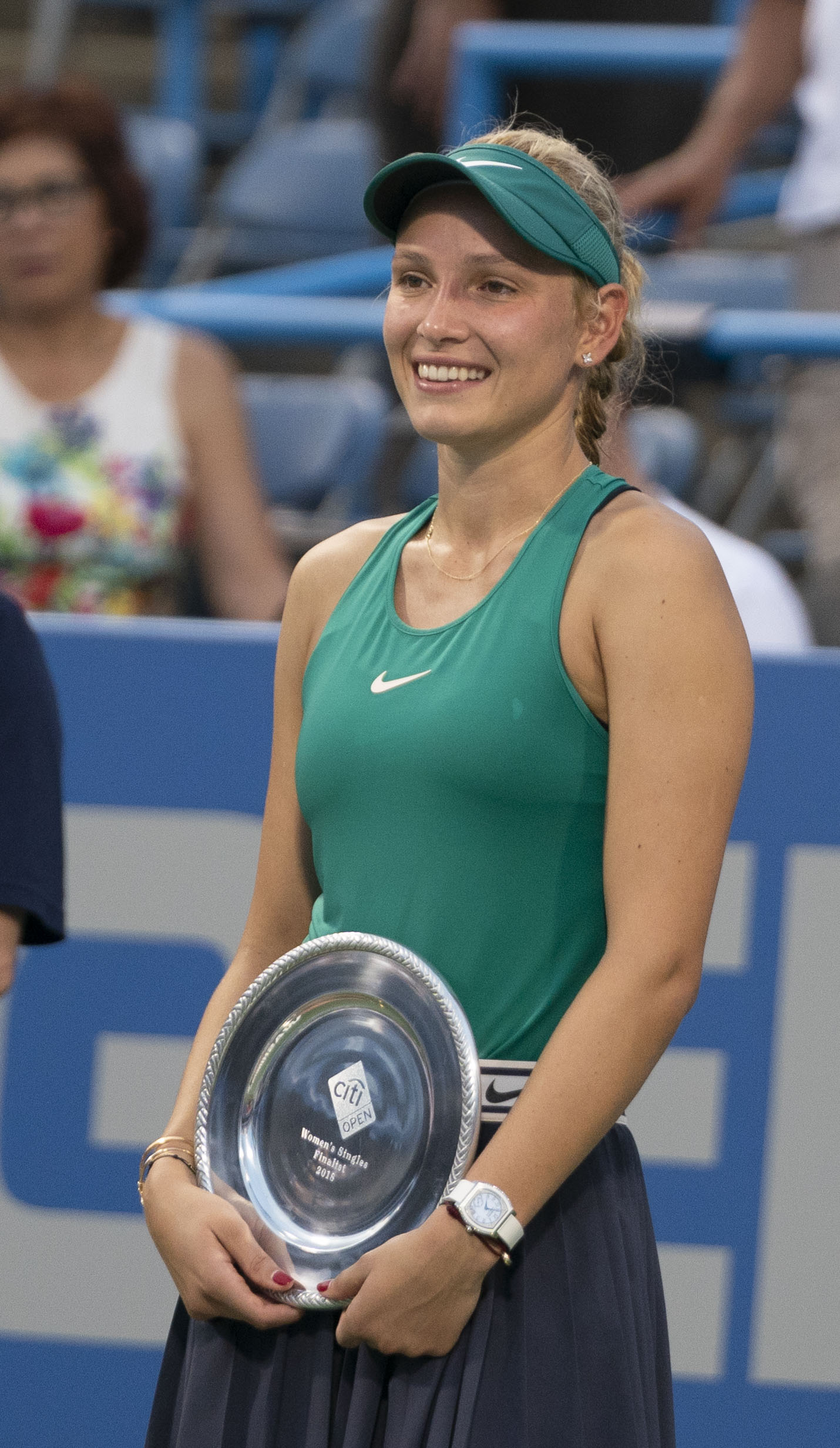
Donna Vekić dopo la sconfitta in finale contro Svetlana Kuznecova a Washington nel 2018.

A Nottingham non riesce a difendere il titolo conquistato l'anno precedente venendo sconfitta in semifinale dalla finalista della precedente edizione, Johanna Konta, Dopo un primo turno a Birmingham e un secondo ad Eastbourne, gioca a Wimbledon dove per la prima volta in carriera raggiunge gli ottavi di finale in uno Slam, eliminando Sloane Stephens, Rebecca Peterson e Yanina Wickmayer, prima di essere fermata da Julia Görges.
Successivamente, a Washington, si spinge fino alla sua sesta finale WTA, venendo sconfitta da Svetlana Kuznecova.
Non riesce a qualificarsi per il torneo di Cincinnati nonostante un'agevole vittoria su Andrea Petković. Agli US Open viene eliminata al primo turno dalla futura semifinalista, Anastasija Sevastova.
Inizia quinidi il circuito asiatico al torneo di Tokyo che sarà ricco di vittorie notevoli . Qui infatti elimina in ordine: Sloane Stephens, n° 9 del mondo, Johanna Konta e Caroline Garcia, n° 4 del mondo, tutte in due set, prima di essere fermata in semifinale in tre set da Karolína Plíšková. Dopo un secondo turno al torneo di Wuhan contro Anett Kontaveit, futura finalist, si trasferisce a Pechino dove supera Maria Sakkarī e Ons Jabeur in due set, prima d'incontrare negli ottavi di finale di nuovo Anastasija Sevastova, futura finalista. Torna in Europa dove raccoglie solo un primo turno a Linz, sconfitta nettamente da Tímea Babos, la quale le lascia solamente due giochi. Raggiunge quindi, il 15 ottobre, il suo best ranking in carriera alla 35ª posizione. Si trasferisce a Lussemburgo dove concede solo un gioco ad Anna Karolína Schmiedlová e un set a Fiona Ferro (2–6, 6–1, 7–5), prima di perdere contro Julia Görges.

### 2019: quarti di finale allo US Open, prima finale Premier e Top 20

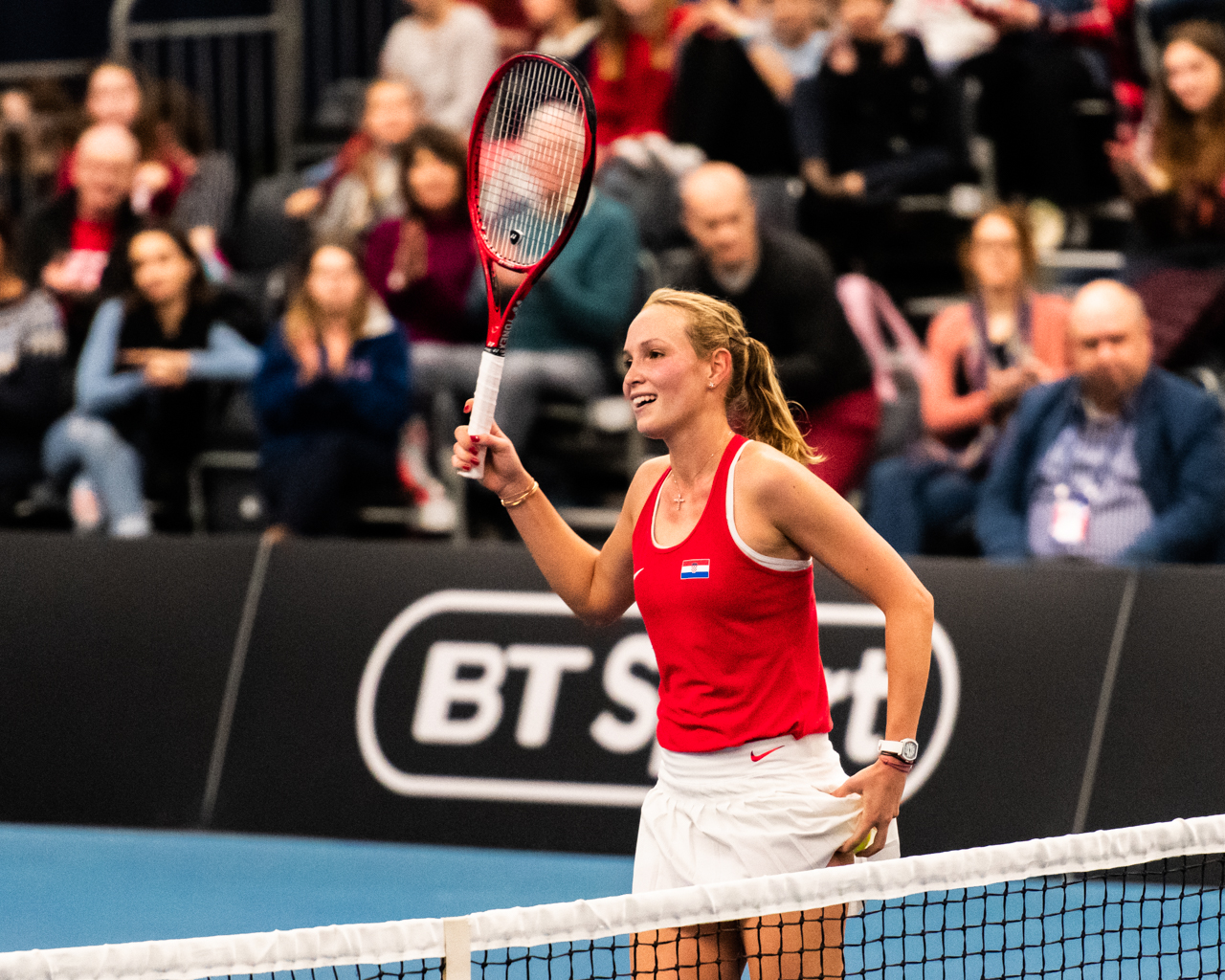
Donna Vekić durante la partita contro la Turchia nella Fed Cup 2019

Inizia la nuova stagione a Brisbane dove si spinge fino alla semifinale, eliminando fra le altre Kiki Bertens, numero nove del mondo. Di conseguenza entra tra le prime trenta tenniste al mondo per la prima volta in carriera, alla 29ª posizione. Fra le ultime quattro del torneo affronta e perde contro Karolina Plišková, numero otto del mondo. Prende quindi parte all'Australian Open dove, dopo aver battuto facilmente Kristina Mladenovic, viene estromessa a sorpresa dalla padrona di casa Kimberly Birrell in tre set.
In seguito, si presenta a San Pietroburgo dove elimina prima Timea Bacsinszky in rimonta, e poi Veronika Kudermetova in due set. La vera sorpresa arriva nei quarti di finale, in cuisi impone sulla numero due del mondo e fresca finalista dello Slam di Melbourne, Petra Kvitová, con il punteggio di 6–4, 6–1. Accede così alla seconda semifinale stagionale, in cui estromette la giocatrice di casa, Vera Zvonarëva. In finale, la settima in carriera, perde dimisura contro Bertens. Partecipa al torneo di Acapulco dove si impone su Misaki Doi, supera Christina McHale e scavalca Johanna Konta. Tuttavia, viene sconfitta in semifinale da Wang Yafan in tre set. Approda ad Indian Wells dove, dopo un match complesso, viene sconfitta in rimonta dalla belga Ysaline Bonaventure (6–1, 6(5)–7, 4–6). A Miami supera agevolmente Sara Sorribes Tormo, prima di cedere a Kvitová.
Inizia la stagione sul rosso nel Premier di Stoccarda, raggiunge i quarti di finale eliminando Giulia Gatto-Monticone per 6–1 7–5 e Dar'ja Kasatkina con il medesimo risultato. Nel quarto di finale viene sconfitta dalla numero uno del mondo Naomi Ōsaka, dopo essere stata in vantaggio per 5–1 nel set decisivo. A Madrid, invece, si è costretta a ritirarsi durante il terzo incontro che la vede opposta alla connazionale Petra Martić. Rinuncia ancora infortunata agli Internazionali d'Italia per presentarsi al Roland Garros dove estromette Ljudmila Samsonova, Rebecca Peterson e Belinda Bencic. In questo modo, raggiunge per la prima volta gli ottavi di finale a Parigi, dove viene sconfitta da Konta.

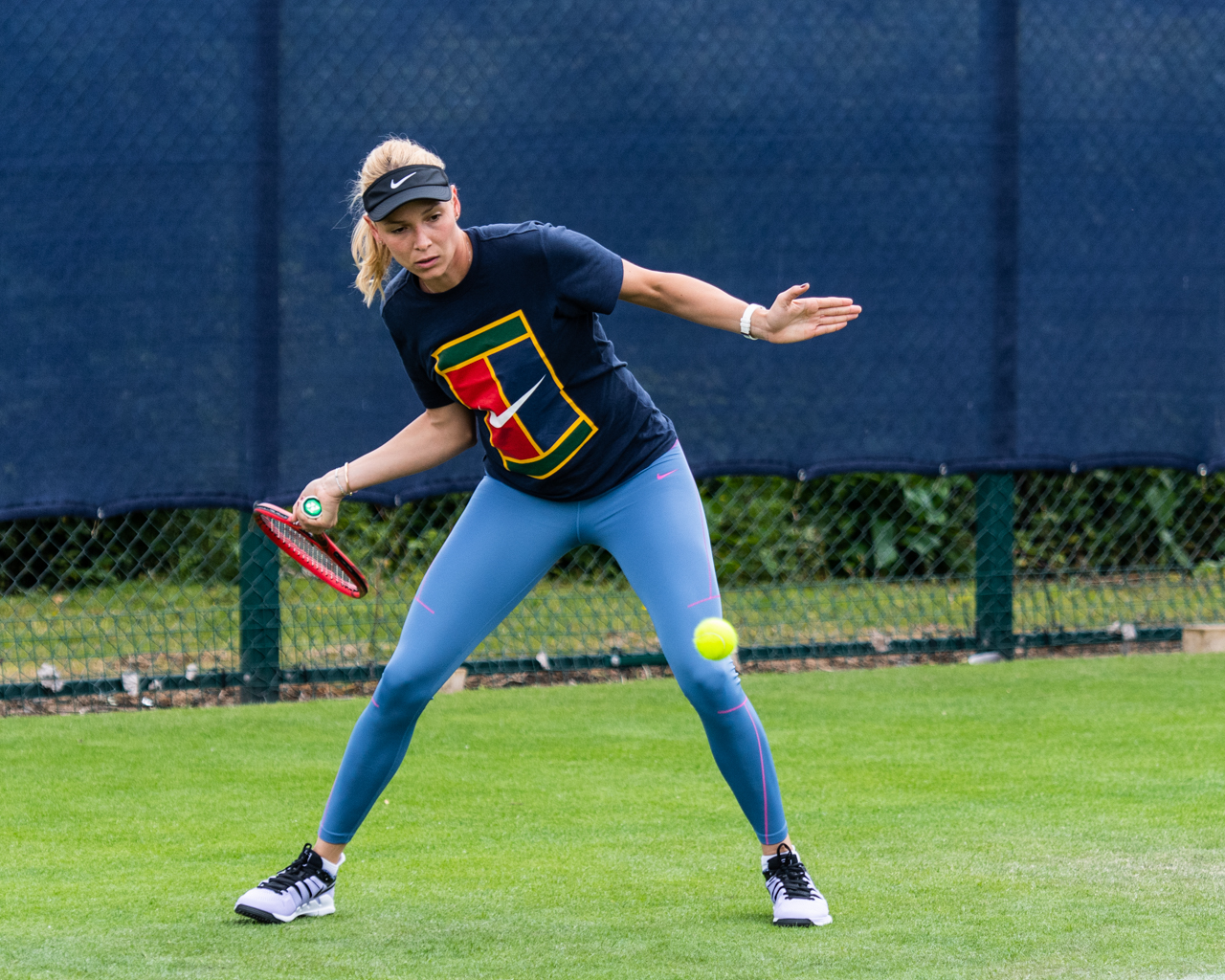
Donna Vekić in allenamento a Nottingham 2019

Raggiunge l'ottava finale WTA in carriera sull'erba di Nottingham. Tuttavia nell'ultimo incontro deve cedere il titolo da Caroline Garcia. Nel torneo di Birmingham, invece, viene eliminata all'esordio da Ashleigh Barty, in seguito numero uno del ranking. Si presenta a Wimbledon per difendere gli ottavi di finale raggiunti l'anno precedente, ma esce al primo turno.
Successivamente sceglie di disputare per la prima volta in carriera il torneo Premier di San Jose e non l'International di Washington, dove doveva difendere la finale dell'anno precedente. Nel torneo californiano si impone con qualche difficoltà su Misaki Doi, ritornando a vincere un match dopo un mese e mezzo di digiuno. Successivamente viene sconfitta in semifinale da Aryna Sabalenka, numero dieci del ranking. A Toronto dà vita ad una maratona contro Madison Keys, match poi vinto con il punteggio di 3–6, 7–6(5), 7–6(5); tuttavia, viene sconfitta nel secondo turno da Svetlana Kuznecova. Tornata negli Stati Uniti, a Cincinnati viene rimontata da Venus Williams nel terzo turno. Si presenta all'ultimo Slam dell'anno, lo US Open dove, dopo aver sconfitto Julia Görges approda per la prima volta in carriera ai quarti di finale di uno Slam, vinto da Bencic.
Inizia lo swing asiatico non riuscendo ad eccellere. Infatti la tennista croata viene sconfitta al secondo turno del torneo di Osaka dalla padrona di casa Misaki Doi. Nel successivo Premier 5 cinese di Wuhan viene battuta subito da Ons Jabeur, mentre a Pechino, è Kiki Bertens ad eliminarla nel match d'esordio.
Tornata in Europa, a Linz surclassa Polona Hercog con un doppio 6–1, prima di subire la rimonta di Mladenovic al turno successivo. Nel torneo di Mosca viene estromessa all'esordio da Karolína Muchová. Tuttavia, migliora il suo best ranking salendo alla 20ª posizione della classifica. Ciò le permette di qualificarsi al torneo secondario alle Finals, l'Elite Trophy, grazie anche ai ritiri delle giocatrici che la precedono in graduatoria: Serena Williams, Konta, Vondroušová, Kerber e Amanda Anisimova. Inserita nel girone insieme a Bertens e a Dajana Jastrems'ka, colleziona due sconfitte, non riuscendo a superare il girone. Chiude il suo miglior anno alla 19ª posizione del ranking in singolare, suo best ranking.

### 2020: uscita dalla Top 30
Apre l'anno malamente venendo sconfitta all'esordio nel torneo di Brisbane da Julija Putinceva in un match lottato . Nel doppio, in coppia con Karolína Plíšková, si impongono a sorpresa sulle sorelle Latisha e Hao-ching Chan, prima di venire sconfitte da Kristina Mladenovic e Ajla Tomljanović. Raggiunge i quarti di finale del torneo Premier di Adelaide con due rimonte su Anastasija Sevastova e Maria Sakkarī prima di essere battuta da Dajana Jastrems'ka. Disputa l'Australian Open: dopo aver sconfitto all'esordio Marija Šarapova (ultimo match disputato dalla russa prima del suo ritiro) ed Alizé Cornet nel turno successivo, accede per prima volta in carriera al terzo turno dello Slam australiano dove viene sconfitta dalla giovane Iga Świątek. Delude a San Pietroburgo.dove raccoglie solo un secondo turno contro Ekaterina Aleksandrova. Non fa meglio a Doha, dove esce al primo turno nuovamente contro Świątek.
Dopodiché il tennis si ferma da marzo ad agosto a causa della pandemia di COVID-19: viene annullato il Torneo di Wimbledon (per la prima volta dal 1945 quando fu cancellato a causa della seconda guerra mondiale) e vengono rinviate le Olimpiadi di Tokyo al 2021.
Ritorna in campo a Palermo in agosto, e dopo una comoda vittoria su Arantxa Rus, viene sorprendentemente sconfitta dalla wild card locale Elisabetta Cocciaretto. Al Western & Southern Open esce subito contro la futura campionessa Viktorija Azarenka. Agli US Open,   cede a sorpresa ai sedicesimi del torneo contro Cvetana Pironkova. Torna sulla terra rossa europea a fine settembre, a Roma, dove viene subito estromessa da Amanda Anisimova con due tie-break. Stessa sorte le tocca a Parigi, dove esce al primo turno. Chiude la stagione con un'altra sconfitta all'esordio ad Ostrava, eliminata da Veronika Kudermetova.
Termina la stagione al n° 32 della classifica mondiale.

### 2021: ottavi di finale a Melbourne, terzo titolo WTA e infortunio al ginocchio

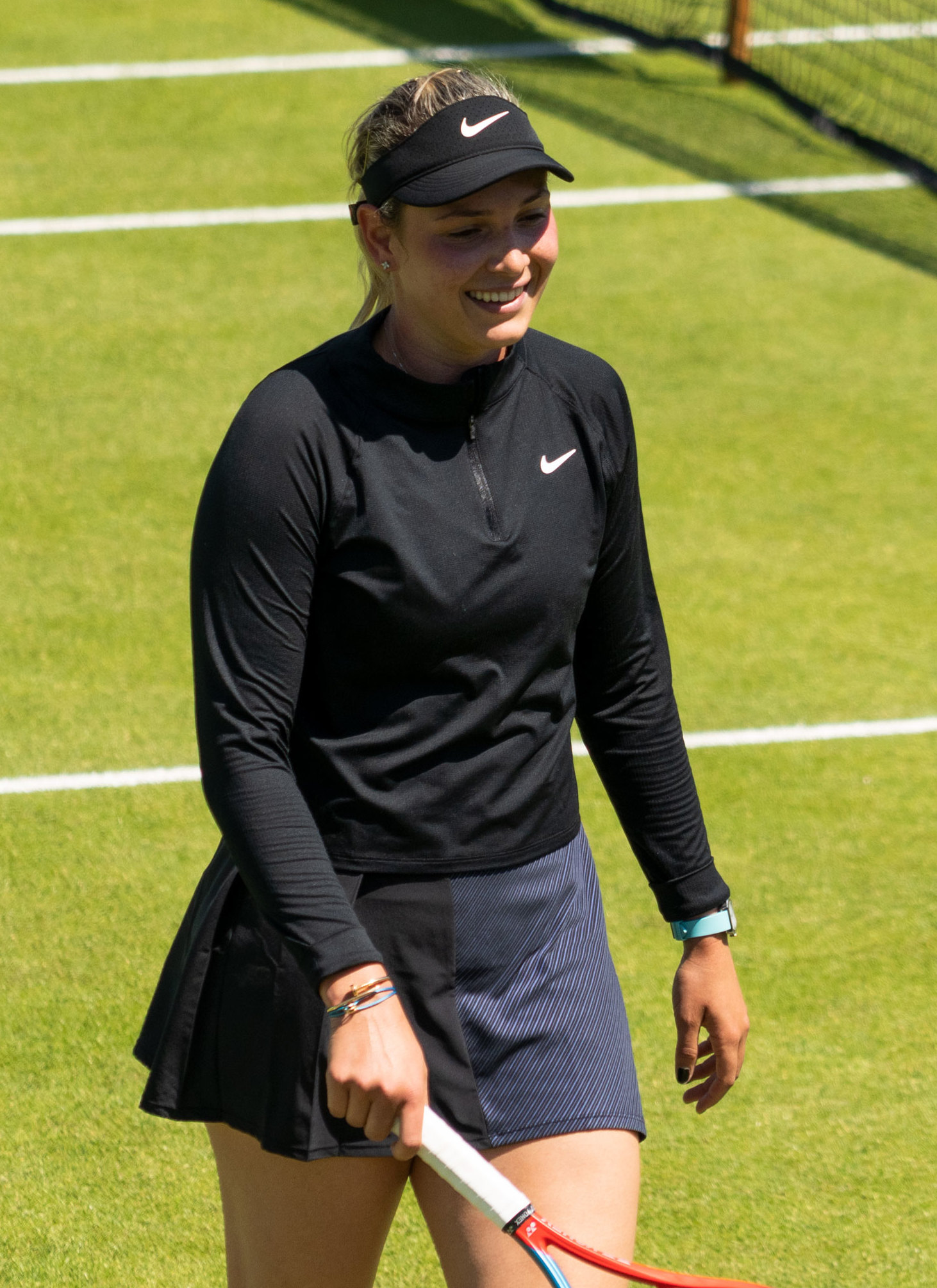
Donna Vekic nel 2021

Inizia la stagione con due uscite all'esordio, al WTA 500 di Abu Dhabi, contro la statunitense Bernarda Pera, e allo Yarra Valley Classic di Melbourne contro Cvetana Pironkova. Agli Australian Open giunge per la prima volta in carriera agli ottavi di finale dello Slam australiano dove viene sconfitta dalla statunitense Jennifer Brady, anche a causa di un infortunio al ginocchio, in seguito al quale è costretta ad operarsi.
Prende poi parte al Roland Garros, dove viene sconfitta da Karolína Plíšková in due set. Sull'erba esce al secondo turno a Nottingham contro la Sfutura semifinalista, Nina tojanović , entre a Birmingham raggiunge il primo quarto di finale stagionale battendo Francesca Jones e Camila Giorgi; tra le ultime otto, viene estromessa da Heather Watson. A Wimbledon, dopo aver eliminato Potapova, viene battuta per il secondo Slam consecutivo da Karolína Plíšková.
Nel mese di luglio prende parte alle sue prime Olimpiadi rappresentando la Croazia: a Tokyo riesce a superare al primo turno di Caroline Garcia e poi la numero tre, Aryna Sabalenka, entrambe al terzo set, tornando a vincere su una Top 10 dal 2019. Al terzo turno viene sconfitta da Elena Rybakina.
Dopo una sconfitta al primo turno a San José, raggiunge il secondo turno alla Rogers Cup, dove perde ancora da Karolína Plíškova. A Cincinnati non passa le qualificazioni, mentre agli US Open si arrende a Garbiñe Muguruza all'esordio. A Portorose viene sconfitta subito dalla connazionale Ana Konjuh. A Chicago e Indian Wells si ferma al primo turno; a Tenerife si qualifica al main draw dove estromette Alison Riske, ma si ferma al turno successivo contro Irina-Camelia Begu.
A fine ottobre, prende parte al nuovo torneo di Courmayeur dove elimina tre tenniste cinesi, Zheng Qinwen, Zheng Saisai e Wang Xinyu, raggiungendo la prima semifinale stagionale e la prima da Nottingham 2019. Nella circostanza batte la padrona di casa Jasmine Paolini con un netto 6–2, 6–0, centrando la nona finale WTA della carriera. Nell'incontro valido per il titolo supera Clara Tauson, conquistando il terzo titolo nel circuito maggiore, il primo dal 2017. Chiude l'anno alla posizione n. 67 del singolare e 391 del doppio.

### 2022: finale a San Diego e infortunio alla gamba

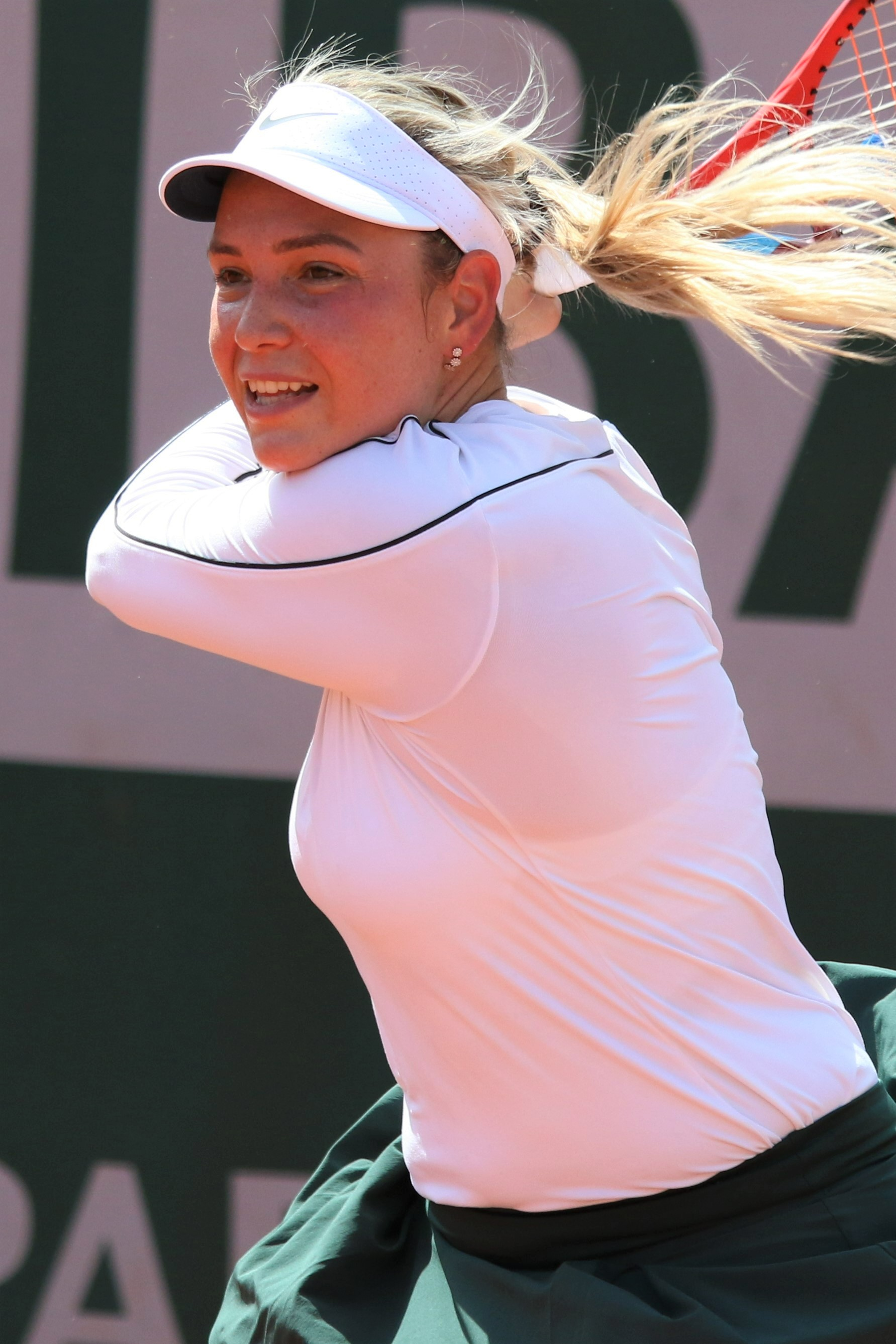
Donna Vekic al Roland Garros 2022

Inizia l'anno direttamente all'Australian Open dove perde al primo turno. A fine gennaio 2022 esce dalla top100 della classifica. A causa del carico d'incontri dell'anno precedente sviluppa un infortunio ai muscoli compensatori del ginocchio operato, per cui è costretta a dedicarsi alla sua riabilitazione per poter giocare senza dolore. Torna troppo presto in campo subendo una sconfitta con un solo gioco vinto nel torneo WTA 125 di Marbella. Rientra partecipando a tornei minori e qualificazioni del circuito WTA, in cui l'unico risultato di riguardo è un quarto di finale contro Kanepi al torneo WTA 125 di Parigi. All'Open di Francia supera le qualificazioni. ma si ferma al secondo turno, estromessa da Anisimova.
Durante la stagione sull'erba esce al primo turno del torneo di Nottingham contro la padrona di casa, Harriet Dart. A Birmingham arriva ai quarti di finale contro Sorana Cirstea, dopo essere passata dalle qualificazioni. Stessa sorte ad Eastbourne, dove viene battuta al secondo turno da Petra Kvitova, mentre a Wimbledon esce all'esordio contro Jessica Pegula.
Dopo una prima parte del circuito sul cemento americano non brillante, ritrova fiducia al torneo di Tallinn dove gioca i quarti contro Belinda Bencic e ritrova forma al WTA 500 di San Diego, dove, nelle qualificazioni, elimina Elizabeth Mandlik e Lauren Davis. Con una prova di grande prestazione si impone quindi su Maria Sakkari, Karolina Pliskova, Aryna Sabalenka e la finalista degli Australian Open Danielle Collins, raggiungendo la prima finale in un torneo di tale categoria dal 2019 quando giocò al St. Petersburg Ladies Trophy. In finale, perde dalla numero uno del mondo Iga Świątek, in tre set. Conclude l'anno pressoché alla medesima posizione dell'anno precedente, al n. 69 del singolare, mentre crolla fino al 1250º posto del doppio.

### 2023: la rinascita, vittoria in Hopman Cup, quarti di finale a Melbourne, finale a Berlino e 4º titolo WTA
Vekić inizia il 2023 partecipando alla United Cup in cui si distingue per vincere tutti e tre i singolari che gioca, due nella fase di qualificazione e uno contro la Grecia dalla quale la Croazia perderà 2-3. Partecipa quindi agli Australian Open, dove raggiunge per la prima volta i quarti di finale, grazie anche alle vittorie su Ljudmila Samsonova e Linda Fruhvirtová. Affronta quindi Aryna Sabalenka per un posto in semifinale, ma la bielorussa, futura campionessa, ferma la corsa della croata.
In febbraio, gioca i quarti di finale a Linz contro Maria Sakkarī, a Monterrey coglie l'undicesima finale WTA della carriera, eliminando fra le altre Suarez Navarro. Nell'incontro valido per il titolo si impone sulla n°5 del mondo. Caroline Garcia, conquistando il quarto titolo nel circuito maggiore, il primo dal 2021.
Dopo una stagione su terra senza risultati di punta, dove raccoglie gli ottavi di finale contro Iga Świątek a Roma, apre la stagione su erba con un secondo turno a Nottingham, fermata da Viktorija Golubic. Nel successivo torneo di Berlino trova la seconda finale stagionale, battendo nel suo percorso anche la campionessa di Wimbledon in carica, Rybakina, e la top-10 Sakkarī in semifinale. Nel match valevole per il titolo, si arrende a Petra Kvitová. A Wimbledon, la sua corsa si arresta al terzo turno per mano della futura vincitrice del torneo, Markéta Vondroušová.
Viene quindi convocata dalla sua nazione per giocare alla prima edizione rinnovata della Hopman Cup. La Croazia supera il proprio gruppo grazie anche alle tre vittorie e una sconfitta contro la belga Elise Mertens di Vekic. Nella finale contro la Svizzera, porta uno delle due vittorie determinanti per la conquista del titolo da parte della Croazia. Al torneo di Cincinnati giunge fino agli ottavi di finale contro Ons Jabeur, ma è costretta a ritirarsi durante l'incontro. Chiude la stagione sul cemento americano in diminuendo con la sconfitta sorpresa contro la padrona di casa, Sachia Vickery all'US Open. Nello swing asiatico collezione solo qualche primo e secondo turno.
Grazie alla buona stagione disputata, si qualifica per il Master di secondo livello di Zhuhai: inserita nel gruppo Orchidea, perde un match molto combattuto contro Zheng Qinwen (4–6, 7–6(6), 4–6) e poi cede al terzo set contro Jeļena Ostapenko, terminando al terzo posto del girone e non riuscendo così ad accedere alla semifinale. Chiude l'anno al n°23 del mondo in singolare e 228 nel doppio.

### 2024, l'anno migliore: prima semifinale Slam a Wimbledon, medaglia d'argento alle Olimpiadi ebest ranking
Inizia la stagione partecipando alla United Cup vincendo entrambi i suoi singolari, tuttavia la Croazia non riesce a qualificarsi, terminando al secondo posto. Delude le aspettative all'Australian Open, uscendo già al primo turno contro la veterana Pavljučenkova. Va meglio a Linz, dove la croata raggiunge la semifinale contro Aleksandrova, dopo aver battuto Jastrems'ka (fresca semifinalista a Melbourne) e Burel.
Dopo un primo turno a Doha, a Dubai avanza sconfiggendo la n°2 del mondo Sabalenka, ottenendo così l'ottavo successo in carriera su una top-5. Al terzo turno viene estromessa da Cîrstea in tre set. Nel WTA 500 di San Diego si arrende nei quarti di finale a Katie Boulter, futura campionessa. A Indian Wells esce al primo turno; a Miami al secondo contro Alexandrova.
Sulla terra raggiunge il miglior risultato al Roland Garros, giocando i sedicesimi dello slam francese (contro la qualificata Olga Danilović) per la prima volta dal 2019.
Su erba, dopo due uscite al secondo turno a 's-Hertogenbosch e Berlino, la croata centra la 13ª finale WTA della carriera a Bad Homburg, imponendosi fra le altre su Bronzetti ed Alexandrova. Nel match valevole per il titolo si arrende a Diana Šnaider al terzo set.
Si presenta quindi a Wimbledon dove al terzo turno si impone su Jastrems'ka, e su Paula Badosa negli ottavi. Dopo aver eliminato ai quarti di finale Lulu Sun, accede alla sua prima semifinale slam in carriera, diventando la seconda croata di sempre a raggiungere tale traguardo sull'erba inglese dopo Mirjana Lucic-Baroni nel 1999. Nella circostanza perde da Jasmine Paolini, dopo un combattuto tie-break decisivo. L'incontro, durato 2 ore e 51 minuti, è la più lunga semifinale femminile disputata nello slam londinese. In seguito prende parte alle Olimpiadi di Parigi come rappresentante della Croazia: supera Bronzetti, Andreescu e poi la numero due del mondo Gauff, bissando i quarti di finale olimpici raggiunti a Tokyo 2020. Nell'occasione si impone su Kostyuk raggiungendo per la prima volta in carriera la semifinale alle Olimpiadi, dove supera agilmente Anna Karolina Schmiedlova per 6–4, 6–0, approdando in finale. Qui si arrende alla cinese Zheng Qinwen, conquistando dunque la medaglia d'argento, ventidue anni dopo il bronzo vinto da Goran Ivanišević alle Olimpiadi di Barcellona 1992. Sul cemento americano di Cincinnati esce all'esordio. Allo US Open 2024 perde agli ottavi di nuovo contro Qinwen Zheng.
Il 7 ottobre 2024 raggiunge il suo best ranking alla posizione numero 18.
Nella trasferta asiatica, esce al secondo match giocato sia a Pechino che a Wuhan.

### 2025
Donna inizia l'anno alla United Cup, perdendo i suoi singolari contro la canadese Fernandez e la statunitense Gauff. Ad Adelaide, perde all'esordio da Julija Putinceva. Nel primo slam annuale, l'Australian Open, la croata raggiunge gli ottavi, battendo Parry, Dart e Šnajder. Nel match valevole per i quarti, cede il passo ad Anastasija Pavljučenkova in due set.

## Vita privata
Dal 2015 al 2019 è stata legata sentimentalmente al tennista svizzero Stan Wawrinka, ex numero tre della classifica mondiale.

## Statistiche WTA

### Singolare

#### Vittorie (4)
| Legenda               | Legenda      |
| --------------------- | ------------ |
| Grande Slam (0)       |              |
| Ori Olimpici (0)      |              |
| WTA Finals (0)        |              |
| WTA Elite Trophy (0)  |              |
| Dal 2009 al 2020      | Dal 2021     |
| Premier Mandatory (0) | WTA 1000 (0) |
| Premier 5 (0)         | WTA 1000 (0) |
| Premier (0)           | WTA 500 (0)  |
| International (2)     | WTA 250 (2)  |

| N. | Data            | Torneo                             | Superficie  | Avversaria in finale | Punteggio        |
| 1. | 20 aprile 2014  | Malaysia Open, Kuala Lumpur        | Cemento     | Dominika Cibulková   | 5–7, 7–5, 7–6(4) |
| 2. | 18 giugno 2017  | Nottingham Open, Nottingham        | Erba        | Johanna Konta        | 2–6, 7–6(3), 7–5 |
| 3. | 31 ottobre 2021 | Courmayeur Ladies Open, Courmayeur | Cemento (i) | Clara Tauson         | 7–6(3), 6–2      |
| 4. | 5 marzo 2023    | Monterrey Open, Monterrey          | Cemento     | Caroline Garcia      | 6–4, 3–6, 7–5    |

#### Sconfitte (10)
| Legenda               | Legenda      |
| --------------------- | ------------ |
| Grande Slam (0)       |              |
| Argenti Olimpici (1)  |              |
| WTA Finals (0)        |              |
| WTA Elite Trophy (0)  |              |
| Dal 2009 al 2020      | Dal 2021     |
| Premier Mandatory (0) | WTA 1000 (0) |
| Premier 5 (0)         | WTA 1000 (0) |
| Premier (1)           | WTA 500 (3)  |
| International (5)     | WTA 250 (0)  |

| N.  | Data              | Torneo                                        | Superficie  | Avversaria in finale | Punteggio           |
| 1.  | 15 settembre 2012 | Tashkent Open, Tashkent                       | Cemento     | Irina-Camelia Begu   | 4–6, 4–6            |
| 2.  | 16 giugno 2013    | Birmingham Classic, Birmingham                | Erba        | Daniela Hantuchová   | 6(5)–7, 4–6         |
| 3.  | 3 ottobre 2015    | Tashkent Open, Tashkent (2)                   | Cemento     | Nao Hibino           | 2–6, 2–6            |
| 4.  | 5 agosto 2018     | Washington Open, Washington                   | Cemento     | Svetlana Kuznecova   | 6–4, 6(7)–7, 2–6    |
| 5.  | 3 febbraio 2019   | St. Petersburg Ladies Trophy, San Pietroburgo | Cemento (i) | Kiki Bertens         | 6(2)–7, 4–6         |
| 6.  | 17 giugno 2019    | Nottingham Open, Nottingham                   | Erba        | Caroline Garcia      | 6–2, 6(4)–7, 6(4)–7 |
| 7.  | 16 ottobre 2022   | San Diego Open, San Diego                     | Cemento     | Iga Świątek          | 3–6, 6–3, 0–6       |
| 8.  | 25 giugno 2023    | German Open, Berlino                          | Erba        | Petra Kvitová        | 2–6, 6(6)–7         |
| 9.  | 29 giugno 2024    | Bad Homburg Open, Bad Homburg                 | Erba        | Diana Šnajder        | 3–6, 6–2, 3–6       |
| 10. | 3 agosto 2024     | Giochi Olimpici, Parigi                       | Terra rossa | Zheng Qinwen         | 2–6, 3–6            |

## Statistiche ITF

### Singolare

#### Vittorie (5)
| Torneo $100.000 (1) |
| Torneo $80.000 (0)  |
| Torneo $75.000 (0)  |
| Torneo $60.000 (0)  |
| Torneo $50.000 (1)  |
| Torneo $25.000 (2)  |
| Torneo $15.000 (0)  |
| Torneo $10.000 (1)  |

| N. | Data            | Torneo                                         | Superficie | Avversaria in finale  | Punteggio        |
| 1. | 31 agosto 2011  | AEGON Pro Series Chiswick, Chiswick            | Cemento    | Bojana Bobusic        | 3–6, 6–3, 6–3    |
| 2. | 25 marzo 2012   | QNet ITF Open, Bangalore                       | Cemento    | Andrea Koch Benvenuto | 6–2, 6–4         |
| 3. | 14 maggio 2012  | ITF Women's Circuit Fergana, Fergana           | Cemento    | Nadežda Kičenok       | 6–2, 6–2         |
| 4. | 22 aprile 2013  | Lale Cup, Istanbul                             | Cemento    | Elizaveta Kulichkova  | 6–4, 7–6(4)      |
| 5. | 23 ottobre 2016 | Soho Square Ladies Tournament, Sharm el-Sheikh | Cemento    | Sara Sorribes Tormo   | 6–2, 6(7)–7, 6–3 |

#### Sconfitte (8)
| Torneo $100.000 (1) |
| Torneo $80.000 (0)  |
| Torneo $75.000 (0)  |
| Torneo $60.000 (0)  |
| Torneo $50.000 (0)  |
| Torneo $25.000 (5)  |
| Torneo $15.000 (0)  |
| Torneo $10.000 (2)  |

| N. | Data              | Torneo                                                      | Superficie  | Avversaria in finale  | Punteggio        |
| 1. | 24 aprile 2011    | Gariful Hvar Open, Lesina                                   | Terra       | Ema Burgić            | 5–7, 6(2)–7      |
| 2. | 21 agosto 2011    | Westend Ladies Tennis Cup, Westende                         | Cemento     | Lu Jiajing            | 4–6, 6(4)–7      |
| 3. | 23 ottobre 2011   | Governor's Cup Lagos, Lagos                                 | Cemento     | Elina Svitolina       | 4–6, 3–6         |
| 4. | 30 ottobre 2011   | Governor's Cup Lagos, Lagos                                 | Cemento     | Tamaryn Hendler       | 4–6, 5–7         |
| 5. | 22 aprile 2012    | Namangan Women's Tournament, Namangan                       | Cemento     | Olga Puchkova         | 6–3, 3–6, 2–6    |
| 6. | 16 luglio 2012    | Torneio Internacional de Campos do Jordão, Campos do Jordão | Cemento     | María Irigoyen        | 5–7, 0–6         |
| 7. | 23 luglio 2012    | AEGON Pro Series Wrexham, Wrexham                           | Cemento     | Carina Witthöft       | 2–6, 7–6(4), 2–6 |
| 8. | 24 settembre 2016 | Kivenappa Ladies Cup, San Pietroburgo                       | Cemento (i) | Natalia Vikhlyantseva | 1–6, 2–6         |

### Doppio

#### Vittorie (1)
| Torneo $100.000 (0) |
| Torneo $80.000 (0)  |
| Torneo $75.000 (0)  |
| Torneo $60.000 (0)  |
| Torneo $50.000 (0)  |
| Torneo $25.000 (0)  |
| Torneo $15.000 (0)  |
| Torneo $10.000 (1)  |

| N. | Data           | Torneo                              | Superficie | Compagna         | Avversarie in finale            | Punteggio |
| 1. | 21 agosto 2011 | Westend Ladies Tennis Cup, Westende | Cemento    | Alexandra Walker | Anouk Delefortrie Déborah Kerfs | 6–4, 6–3  |

## Competizioni a squadre

### Vittorie (1)
| N. | Data           | Torneo            | Superficie  | Compagno    | Avversari in finale       | Punteggio |
| 1. | 23 luglio 2023 | Hopman Cup, Nizza | Terra rossa | Borna Ćorić | Céline Naef Leandro Riedi | 2-0       |

## Risultati in progressione
| Sigla | Risultato               |
| ----- | ----------------------- |
| V     | Vincitore               |
| F     | Finalista               |
| SF    | Semifinalista           |
| O     | Oro olimpico            |
| A     | Argento olimpico        |
| SF    | Bronzo olimpico         |
| QF    | Quarti di Finale        |
| 4T    | Quarto turno            |
| 3T    | Terzo turno             |
| 2T    | Secondo turno           |
| 1T    | Primo turno             |
| RR    | Round Robin             |
| LQ    | Turno di qualificazione |
| A     | Assente                 |
| ND    | Non disputato           |

| Legenda superfici    |
| -------------------- |
| Cemento              |
| Terra battuta        |
| Erba                 |
| Superficie variabile |

### Singolare
Aggiornato a fine WTA Tour 2023. 
| Torneo                 | 2012            | 2013            | 2014            | 2015            | 2016            | 2017            | 2018            | 2019            | 2020          | 2021            | 2022            | 2023            | Titoli     | V–S        |
| ---------------------- | --------------- | --------------- | --------------- | --------------- | --------------- | --------------- | --------------- | --------------- | ------------- | --------------- | --------------- | --------------- | ---------- | ---------- |
| Tornei del Grande Slam |                 |                 |                 |                 |                 |                 |                 |                 |               |                 |                 |                 |            |            |
| Australian Open        | A               | 2T              | 1T              | 1T              | 1T              | 2T              | 2T              | 2T              | 3T            | 4T              | 1T              | QF              | 0 / 11     | 13–11      |
| Open di Francia        | A               | 1T              | 1T              | 3T              | 1T              | 1T              | 2T              | 4T              | 1T            | 1T              | 2T              | 2T              | 0 / 11     | 8–11       |
| Wimbledon              | A               | 1T              | 2T              | Q2              | 1T              | 2T              | 4T              | 1T              | ND            | 2T              | 1T              | 3T              | 0 / 9      | 8–9        |
| US Open                | Q3              | 2T              | 1T              | Q2              | Q3              | 3T              | 1T              | QF              | 3T            | 1T              | 1T              | 1T              | 0 / 9      | 9–9        |
| Giochi Olimpici        |                 |                 |                 |                 |                 |                 |                 |                 |               |                 |                 |                 |            |            |
| Giochi Olimpici        | A               | Non disputati   | Non disputati   | Non disputati   | A               | Non disputati   | Non disputati   | Non disputati   | Non disputati | 3T              | Non disputati   | Non disputati   | 0 / 1      | 2–1        |
| Tornei di fine anno    |                 |                 |                 |                 |                 |                 |                 |                 |               |                 |                 |                 |            |            |
| WTA Finals             | Non qualificata | Non qualificata | Non qualificata | Non qualificata | Non qualificata | Non qualificata | Non qualificata | Non qualificata | ND            | Non qualificata | Non qualificata | Non qualificata | 0 / 0      | 0-0        |
| WTA Elite Trophy       | Non qualificata | Non qualificata | Non qualificata | Non qualificata | Non qualificata | Non qualificata | Non qualificata | RR              | Non disputato | Non disputato   | Non disputato   | Non disputato   | 0 / 1      | 0–2        |
| WTA 1000[1]            |                 |                 |                 |                 |                 |                 |                 |                 |               |                 |                 |                 |            |            |
| Doha / Dubai[2]        | Assente         | Assente         | Assente         | Assente         | Assente         | Assente         | Assente         | 1T              | 1T            | A               | A               | A               | 0 / 2      | 0–2        |
| Indian Wells           | Assente         | Assente         | 2T              | 2T              | 1T              | 2T              | 1T              | 2T              | ND            | 1T              | A               | 2T              | 0 / 8      | 4–8        |
| Miami                  | A               | 2T              | 3T              | Q1              | Q2              | 1T              | 3T              | 3T              | ND            | A               | A               | 3T              | 0 / 6      | 7–6        |
| Madrid                 | A               | Q1              | Q2              | Q2              | Q1              | 2T              | 2T              | 3T              | ND            | A               | A               | 2T              | 0 / 4      | 5–4        |
| Roma                   | Assente         | Assente         | Assente         | Assente         | Q1              | 1T              | 2T              | A               | 1T            | A               | A               | 4T              | 0 / 4      | 4–4        |
| Montréal / Toronto     | Assente         | Assente         | Q1              | Q1              | Q1              | 2T              | A               | 2T              | ND            | 2T              | 1T              | 1T              | 0 / 5      | 3–5        |
| Cincinnati             | A               | Q1              | Q1              | A               | 2T              | 1T              | Q2              | 3T              | 1T            | Q2              | Q2              | 3T              | 0 / 5      | 5–5        |
| Tokyo / Wuhan[3]       | Assente         | Assente         | 1T              | Assente         | Assente         | Assente         | 2T              | 1T              | Non disputato | Non disputato   | Non disputato   | Non disputato   | 0 / 3      | 1–3        |
| Pechino                | Assente         | Assente         | Q1              | Assente         | Assente         | 1T              | 3T              | 1T              | Non disputato | Non disputato   | Non disputato   | 1T              | 0 / 6      | 2–6        |
| Carriera               |                 |                 |                 |                 |                 |                 |                 |                 |               |                 |                 |                 |            |            |
| Tornei giocati         | 2               | 16              | 24              | 26              | 32              | 25              | 25              | 23              | 11            | 15              | 13              | 20              | 232        | 232        |
| Titoli                 | 0               | 0               | 1               | 0               | 0               | 1               | 0               | 0               | 0             | 1               | 0               | 1               | 4          | 4          |
| Finali                 | 1               | 1               | 1               | 1               | 0               | 1               | 1               | 2               | 0             | 1               | 1               | 2               | 12         | 12         |
| Totale V-S             | 4–1             | 18–13           | 12–18           | 18–16           | 21–23           | 19–22           | 31–24           | 35–24           | 8–11          | 16–15           | 12–13           | 29-20           | 221–200    | 221–200    |
| Vittorie %             | 80%             | 58%             | 40%             | 53%             | 48%             | 46%             | 56%             | 59%             | 42%           | 52%             | 48%             | 59%             | 52.49%     | 52.49%     |
| Ranking di fine anno   | 118             | 86              | 84              | 105             | 101             | 56              | 34              | 19              | 32            | 67              | 69              | 23              | $6.869.716 | $6.869.716 |

Note
- 1 I tornei WTA 1000 erano precedentemente conosciuti come Premier Mandatory (Indian Wells, Miami, Madrid e Pechino) e come Premier 5 (Dubai/Doha, Roma, Montréal/Toronto, Cincinnati e Tokyo/Wuhan) dal 2009 al 2020.
- 2 Il Dubai Tennis Championships e il Qatar Ladies Open di Doha si scambiarono frequentemente lo status tra evento Premier e Premier 5 dal 2009 al 2020; dal 2021 tra evento WTA 1000 e WTA 500.
- 3 Nel 2014 il Toray Pan Pacific Open ha cambiato lo status in evento Premier ed è stato sostituito dal Wuhan Open come evento Premier 5 (ora 1000).

### Doppio nei tornei del Grande Slam
| Torneo          | 2013 | 2014 | 2015 | 2016 | 2017 | 2018    | 2019    | 2020    | 2021    | 2022    | 2023    | V–S  |
| --------------- | ---- | ---- | ---- | ---- | ---- | ------- | ------- | ------- | ------- | ------- | ------- | ---- |
| Australian Open | A    | 1T   | 2T   | A    | A    | 2T      | 1T      | A       | A       | A       | 1T      | 2-5  |
| Open di Francia | A    | 1T   | A    | A    | 1T   | 2T      | Assente | Assente | Assente | Assente | Assente | 1-3  |
| Wimbledon       | A    | 1T   | A    | 1T   | 1T   | 1T      | A       | ND      | A       | A       | 1T      | 0-5  |
| US Open         | 1T   | 1T   | A    | A    | 1T   | Assente | Assente | Assente | Assente | 1T      | 3T      | 2-5  |
| Totale          | 0-1  | 0-4  | 1-1  | 0-1  | 0-3  | 2-3     | 0-1     | 0-0     | 0-0     | 0-1     | 2-3     | 5-18 |

### Doppio misto nei tornei del Grande Slam
| Torneo          | 2013    | 2014    | 2015    | 2016    | 2017    | 2018    | 2019    | 2020    | 2021    | 2022    | 2023    |
| --------------- | ------- | ------- | ------- | ------- | ------- | ------- | ------- | ------- | ------- | ------- | ------- |
| Australian Open | A       | 1T      | Assente | Assente | Assente | Assente | Assente | Assente | Assente | Assente | Assente |
| Open di Francia | Assente | Assente | Assente | Assente | Assente | Assente | Assente | Assente | Assente | Assente | Assente |
| Wimbledon       | 2T      | Assente | Assente | Assente | Assente | Assente | Assente | Assente | Assente | Assente | Assente |
| US Open         | Assente | Assente | Assente | Assente | Assente | Assente | Assente | Assente | Assente | Assente | Assente |

## Vittorie contro giocatrici Top 10
| Stagione | 2014 | 2015 | 2016 | 2017 | 2018 | 2019 | 2020 | 2021 | 2022 | 2023 | 2024 | 2025 | Totale |
| Vittorie | 1    | 0    | 0    | 1    | 3    | 2    | 0    | 1    | 2    | 3    | 2    | 2    | 17     |

| #    | Giocatrice          | Ranking | Evento                                 | Superficie  | Turno | Punteggio        | Rank. DVR |
| ---- | ------------------- | ------- | -------------------------------------- | ----------- | ----- | ---------------- | --------- |
| 2014 |                     |         |                                        |             |       |                  |           |
| 1.   | Dominika Cibulková  | 10      | Malaysian Open, Kuala Lumpur           | Cemento     | F     | 5–7, 7–5, 7–6(4) | 95        |
| 2017 |                     |         |                                        |             |       |                  |           |
| 2.   | Johanna Konta       | 8       | Nottingham Open, Nottingham            | Erba        | F     | 2–6, 7–6(3), 7–5 | 70        |
| 2018 |                     |         |                                        |             |       |                  |           |
| 3.   | Sloane Stephens (1) | 4       | Torneo di Wimbledon, Londra            | Erba        | 1T    | 6–1, 6–3         | 55        |
| 4.   | Sloane Stephens (2) | 9       | Pan Pacific Open, Tokyo                | Cemento (i) | 1T    | 6–4, 6–4         | 45        |
| 5.   | Caroline Garcia (1) | 4       | Pan Pacific Open, Tokyo                | Cemento (i) | QF    | 6–3, 6–4         | 45        |
| 2019 |                     |         |                                        |             |       |                  |           |
| 6.   | Kiki Bertens        | 9       | Brisbane International, Brisbane       | Cemento     | 2T    | 7–6(5), 1–6, 7–5 | 34        |
| 7.   | Petra Kvitová       | 2       | St. Petersburg Trophy, San Pietroburgo | Cemento (i) | QF    | 6–4, 6–1         | 30        |
| 2021 |                     |         |                                        |             |       |                  |           |
| 8.   | Aryna Sabalenka     | 3       | Giochi Olimpici, Tokyo                 | Cemento     | 2T    | 6–4, 3–6, 7–6(3) | 50        |
| 2022 |                     |         |                                        |             |       |                  |           |
| 9.   | Maria Sakkarī (1)   | 7       | San Diego Open, San Diego              | Cemento     | 1T    | 7–6(3), 6–1      | 77        |
| 10.  | Aryna Sabalenka (2) | 5       | San Diego Open, San Diego              | Cemento     | QF    | 6–4, 6(5)–7, 6–1 | 77        |
| 2023 |                     |         |                                        |             |       |                  |           |
| 11.  | Caroline Garcia (2) | 5       | Monterrey Open, Monterrey              | Cemento     | F     | 6–4, 3–6, 7–5    | 31        |
| 12.  | Elena Rybakina      | 3       | German Open, Berlino                   | Erba        | 2T    | 6(1)–7, 6–3, 6–4 | 23        |
| 13.  | Maria Sakkarī (2)   | 8       | German Open, Berlino                   | Erba        | SF    | 6–4, 7–6(8)      | 23        |
| 2024 |                     |         |                                        |             |       |                  |           |
| 14.  | Aryna Sabalenka (3) | 2       | Dubai Tennis Championships, Dubai      | Cemento     | 2T    | 6(5)–7, 6–3, 6–0 | 31        |
| 15.  | Coco Gauff          | 2       | Giochi Olimpici, Parigi                | Terra rossa | 3T    | 7–6(7), 6–2      | 21        |
| 2025 |                     |         |                                        |             |       |                  |           |
| 16.  | Emma Navarro (1)    | 8       | Indian Wells Open, Indian Wells        | Cemento     | 3T    | 7-6(5), 6–1      | 22        |
| 17.  | Emma Navarro (2)    | 10      | Madrid Open, Madrid                    | Terra rossa | 3T    | 4-6, 6-3, 6-2    | 21        |